# Pinaceae
Pinaceae este o familie de conifere care aparține ordinului Pinales.

## Caracteristici
Reprezentanții familiei Pinaceae sunt conifere cu frunze aciculare și canale rezinifere.

## Morfologie
Frunzele acestei familii sunt aciculare, sempervirescente, solitare sau grupate pe brahiblaste, dispuse spiralat.

## Genuri
Familia Pinaceae este cea mai bogată în genuri și specii dintre toate familiile actuale ale încrengăturii Pinophyta și include următoarele genuri:
- Abies
- Cathaya
- Cedrus
- Keteleeria
- Nothotsuga
- Larix
- Picea
- Pinus
- Pseudolarix
- Pseudotsuga
- Tsuga

## Specii din România
Flora României conține 7 genuri cu 22-24 de specii

- Abies alba - Brad, Brad alb
- Abies concolor - Brad argintiu
- Abies nordmanniana - Brad de Caucaz
- Cedrus atlantica - Cedru algerian
- Larix decidua - Larice, Zadă
- Larix kaempferi - Larice japonez
- Picea abies - Molid
- Picea glauca - Molid canadian
- Picea omorika - Molid sârbesc
- Picea orientalis - Molid caucazian
- Picea pungens - Molid înțepător
- Pinus banksiana - Pin bancsian, Pin roșu de Canada
- Pinus cembra - Zâmbru
- Pinus mugo - Jneapăn
- Pinus nigra - Pin negru
- Pinus ponderosa - Pin galben
- Pinus strobus - Pin moale
- Pinus sylvestris - Pin
- Pinus wallichiana - Pin de Himalaia
- Pseudotsuga glauca - Duglas brumăriu
- Pseudotsuga menziesii - Duglas
- Tsuga canadensis - Țuga